# Richard Nutzinger sen.

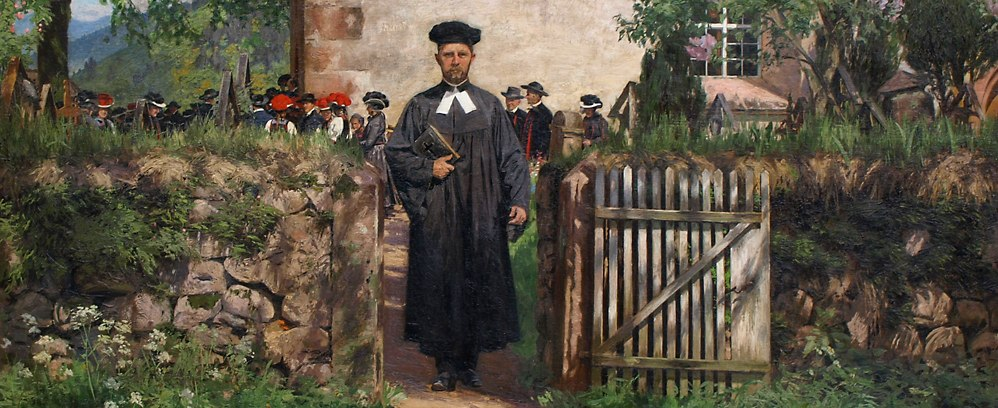
Richard Nutzinger (Gemälde von Curt Liebich)

Richard Nutzinger sen. (* 21. Juli 1867 in Mosbach; † 26. November 1950 in Neckargemünd; geboren als Heinrich Richard Nuzinger) war ein liberaler evangelischer Theologe, Volkskundler und Familienhistoriker. Er ist der Vater des alemannischen Heimatdichters und Pfarrers Richard Nutzinger.

## Leben
Richard Nutzinger sen. wurde als Sohn des Mosbacher Stadtbaumeisters und späteren Mannheimer Bauunternehmers Andreas Nuzinger geboren und wuchs in Mosbach und Mannheim auf. Nach dem Studium der Theologie in Heidelberg und Jena  wurde er 1889 als Pfarrkandidat der Evangelischen Landeskirche in Baden aufgenommen. Nach Militärdienst, einigen kurzen Vikariaten, zwei weiteren Semestern Theologiestudium in Berlin sowie kurzzeitiger Hauslehrertätigkeit bei der Industriellenfamilie Röchling in Völklingen wurde er 1893 als Pfarrverwalter in Rötteln tätig und lernte dort die Fabrikantentochter Elise Krafft aus Fahrnau kennen, die er 1894 heiratete. Von 1894 bis 1910 war Richard Nutzinger sen. als Pfarrer in Gutach (Schwarzwaldbahn) tätig, ab 1907 zusätzlich als Dekan des Kirchenbezirks Hornberg. Von 1910 bis 1920 wirkte er als Pfarrer in Efringen. 1920 wurde er als Oberkirchenrat in den Evangelischen Oberkirchenrat zu Karlsruhe berufen. 1923 schied er aus dem kirchlichen Dienst aus und wirkte noch einige Jahre in Völklingen in der Personalverwaltung der Firma Röchling. Die letzten 25 Jahre seines Lebens lebte er in Neckargemünd und verfasste 1945 im Auftrag der Stadtverwaltung eine Kriegs-Chronik der Stadt Neckargemünd.

## Tätigkeiten
Kirchenpolitisch engagierte sich Nutzinger bei der liberalen Fraktion der Generalsynode der Evangelischen Kirche in Baden, deren Mitglied er von 1909 bis 1914 und deren Vorsitzender er von 1919 bis 1920 war. Zuvor hatte er sich schon 1919 als liberaler Fraktionsvorsitzender bei den Beratungen über eine Wahlordnung für die außerordentliche und verfassungsgebende Generalsynode vom Oktober bis Dezember 1919 eingesetzt.
In seiner Tätigkeit als Pfarrer legte er großen Wert auf lokale und regionale Volksbildung und Wohlfahrtspflege.
In seinen volkskundlichen Arbeiten geht es vor allem um das Brauchtum des Schwarzwaldes. Hier trat er 1896 mit einer zu Heinrich Hansjakob kontroversen Position bei der Erhaltung der Volkstrachten auf, deren zunehmendes Schwinden er in der Industrialisierung und dem Rückgang der agrarischen Lebensweise, nicht einfach in einem korrigierbaren Bewusstseinswandel begründet sah.
In seinen unternehmenshistorischen Publikationen befasste sich Richard Nutzinger vor allem mit der Geschichte der Familie Röchling.

## Werke
- Die Erhaltung der Volkstrachten. Eine Warnung. Zell i. W.: H. Specht, o. J. [1896], 2. verm. Aufl. Heidelberg: Comtesse 1897
- Karl Röchling. Das Lebenswerk eines Großindustriellen. Völklingen – Saarbrücken: Gebr. Hofer AG 1927
- Das Haus Röchling in Ludwigshafen a. Rh. 1849-1929. Bilder aus der Familien-, Orts- und Wirtschafts-Geschichte. Ludwigshafen a. Rh.: Julius Waldkirch & Cie. 1929
- Karl Röchling (1827–1910). In: Rheinisch-Westfälische Wirtschaftsbiographien, Band I. Münster: Aschendorff 1931, S. 139–159
- Lebenserinnerungen einer alten Mannheimerin, herausgegeben von D. R. Nutzinger, Völklingen, Saarbrücken: Buchgewerbehaus 1938
- Johann Friedrich Röchling 1756-1814, ein Pfarrersleben aus Alt-Saarbrücken. Saarbrücken: Buchgewerbehaus 1942
- Kriegs-Chronik der Stadt Neckargemünd. Neckargemünd: Manuskript, 29 S., August 1945, wiederabgedruckt in: Neckargemünder Jahrbuch 1995, S. 50–79

## Auszeichnungen
- (Badische) Friedrich-Luisen-Medaille für „Verdienste auf allen Gebieten der Wohlfahrtspflege“ 1908
- Preußisches „Verdienstkreuz für Kriegshilfe“ 1918
- Eisernes Kreuz 2. Klasse 1918
- Dr. theol. h. c. (D.) der Theologischen Fakultät der Universität Heidelberg 1921

## Quelle
- Geschichte der badischen evangelischen Kirche seit der Union 1821 in Quellen, herausgegeben vom Vorstand des Vereins für Kirchengeschichte in der Evangelischen Landeskirche Baden zum Kirchenjubiläum 1996. Karlsruhe: Evangelischer Presseverband für Baden e.V. 1996

| Personendaten    | Personendaten                                                                        |
| ---------------- | ------------------------------------------------------------------------------------ |
| NAME             | Nutzinger, Richard sen.                                                              |
| ALTERNATIVNAMEN  | Nuzinger, Heinrich Richard (Geburtsname)                                             |
| KURZBESCHREIBUNG | deutscher Pfarrer, Kirchenpolitiker, Heimatschriftsteller und Unternehmenshistoriker |
| GEBURTSDATUM     | 21. Juli 1867                                                                        |
| GEBURTSORT       | Mosbach                                                                              |
| STERBEDATUM      | 26. November 1950                                                                    |
| STERBEORT        | Neckargemünd                                                                         |